# Cheryl Pounder
Cheryl Pounder (Montréal, 21 giugno 1976) è una hockeista su ghiaccio canadese.
Ha vinto due medaglie olimpiche nell'hockey su ghiaccio con la nazionale femminile canadese, entrambe d'oro, trionfando alle Olimpiadi invernali di Salt Lake City 2002 ed alle Olimpiadi invernali di Torino 2006.
Nelle sue partecipazioni ai campionati mondiali femminili ha conquistato ben sei medaglie d'oro (1994, 1999, 2000, 2001, 2004 e 2007) e una medaglia d'argento (2005).